# Campionato europeo maschile under 22 di pallavolo 2022
Il campionato europeo maschile under 22 di pallavolo 2022 si è svolto dal 12 al 17 luglio 2022 a Tarnów, in Polonia: al torneo hanno partecipato otto squadre nazionali under 22 europee e la vittoria finale è andata per la prima volta all'Italia.

## Qualificazioni
Al torneo hanno partecipato la nazionale del paese organizzatore e sette nazionali qualificate tramite il torneo di qualificazione.

## Impianto
|                                                                    |  |  |
|                                                                    |  |  |
| Arena Jaskółka Città: Tarnów Capienza: 4 317 Anno d'apertura: 1987 |  |  |

## Regolamento

### Formula
La formula ha previsto:
- Fase a gironi, disputata con girone all'italiana: le prime due classificate di ogni girone hanno acceduto alla fase finale.
- Fase finale, disputata con semifinali, finale per il terzo posto e finale.

### Criteri di classifica
Se il risultato finale è stato di 3-0 o 3-1 sono stati assegnati 3 punti alla squadra vincente e 0 a quella sconfitta, se il risultato finale è stato di 3-2 sono stati assegnati 2 punti alla squadra vincente e 1 a quella sconfitta.
L'ordine del posizionamento in classifica è stato definito in base a:
- Numero di partite vinte;
- Punti;
- Ratio dei set vinti/persi;
- Ratio dei punti realizzati/subiti;
- Risultati degli scontri diretti.

## Squadre partecipanti
| Squadra     | Qualificazione                            | Ultima partecipazione |
| ----------- | ----------------------------------------- | --------------------- |
| Austria     | 1ª al torneo di qualificazione (girone F) | Debutto               |
| Francia     | 1ª al torneo di qualificazione (girone D) | Debutto               |
| Italia      | 1ª al torneo di qualificazione (girone A) | Debutto               |
| Montenegro  | 2ª al torneo di qualificazione (girone F) | Debutto               |
| Paesi Bassi | 1ª al torneo di qualificazione (girone E) | Debutto               |
| Polonia     | Paese organizzatore                       | Debutto               |
| Serbia      | 1ª al torneo di qualificazione (girone B) | Debutto               |
| Turchia     | 1ª al torneo di qualificazione (girone C) | Debutto               |

## Torneo

### Fase a gironi
| Girone I | Girone II   |
| -------- | ----------- |
| Francia  | Italia      |
| Polonia  | Turchia     |
| Serbia   | Paesi Bassi |
| Austria  | Montenegro  |

#### Girone I

##### Risultati
| 12 luglio 2022 Arena Jaskółka, Tarnów Durata: 1h:21 - Spettatori: ? | Serbia  | 3 - 0 | Austria | 27-25, 26-24, 25-23               |
| 12 luglio 2022 Arena Jaskółka, Tarnów Durata: 2h:28 - Spettatori: ? | Polonia | 2 - 3 | Francia | 25-15, 22-25, 22-25, 28-26, 20-22 |
| 13 luglio 2022 Arena Jaskółka, Tarnów Durata: 2h:02 - Spettatori: ? | Austria | 2 - 3 | Francia | 25-23, 25-20, 20-25, 23-25, 10-15 |
| 13 luglio 2022 Arena Jaskółka, Tarnów Durata: 1h:19 - Spettatori: ? | Serbia  | 0 - 3 | Polonia | 20-25, 25-27, 18-25               |
| 14 luglio 2022 Arena Jaskółka, Tarnów Durata: 1h:59 - Spettatori: ? | Francia | 3 - 2 | Serbia  | 27-29, 25-18, 25-19, 16-25, 15-12 |
| 14 luglio 2022 Arena Jaskółka, Tarnów Durata: 1h:45 - Spettatori: ? | Austria | 0 - 3 | Polonia | 19-25, 26-28, 17-25               |

##### Classifica
| Pos. | Squadra | Pt | G | V | P | SV | SP | Ratio | PF  | PS  | Ratio |
| ---- | ------- | -- | - | - | - | -- | -- | ----- | --- | --- | ----- |
| 1.   | Francia | 6  | 3 | 3 | 0 | 9  | 6  | 1,500 | 329 | 323 | 1,019 |
| 2.   | Polonia | 7  | 3 | 2 | 1 | 8  | 3  | 2,667 | 272 | 238 | 1,143 |
| 3.   | Serbia  | 4  | 3 | 1 | 2 | 5  | 6  | 0,833 | 244 | 257 | 0,949 |
| 4.   | Austria | 1  | 3 | 0 | 3 | 2  | 9  | 0,222 | 237 | 264 | 0,898 |

      Qualificata alle semifinali.

#### Girone II

##### Risultati
| 12 luglio 2022 Arena Jaskółka, Tarnów Durata: 1h:03 - Spettatori: ? | Montenegro  | 0 - 3 | Paesi Bassi | 19-25, 13-25, 15-25              |
| 12 luglio 2022 Arena Jaskółka, Tarnów Durata: 1h:46 - Spettatori: ? | Italia      | 3 - 1 | Turchia     | 29-27, 25-18, 22-25, 25-22       |
| 13 luglio 2022 Arena Jaskółka, Tarnów Durata: 1h:48 - Spettatori: ? | Paesi Bassi | 2 - 3 | Turchia     | 19-25, 18-25, 25-21, 25-23, 9-15 |
| 13 luglio 2022 Arena Jaskółka, Tarnów Durata: 1h:08 - Spettatori: ? | Montenegro  | 0 - 3 | Italia      | 22-25, 15-25, 19-25              |
| 14 luglio 2022 Arena Jaskółka, Tarnów Durata: 1h:10 - Spettatori: ? | Turchia     | 3 - 0 | Montenegro  | 25-22, 25-17, 25-21              |
| 14 luglio 2022 Arena Jaskółka, Tarnów Durata: 1h:05 - Spettatori: ? | Paesi Bassi | 0 - 3 | Italia      | 19-25, 19-25, 17-25              |

##### Classifica
| Pos. | Squadra     | Pt | G | V | P | SV | SP | Ratio | PF  | PS  | Ratio |
| ---- | ----------- | -- | - | - | - | -- | -- | ----- | --- | --- | ----- |
| 1.   | Italia      | 9  | 3 | 3 | 0 | 9  | 1  | 9,000 | 251 | 203 | 1,236 |
| 2.   | Turchia     | 5  | 3 | 2 | 1 | 7  | 5  | 1.400 | 276 | 257 | 1,074 |
| 3.   | Paesi Bassi | 4  | 3 | 1 | 2 | 5  | 6  | 0.833 | 226 | 231 | 0,978 |
| 4.   | Montenegro  | 0  | 3 | 0 | 3 | 0  | 9  | 0,000 | 163 | 225 | 0,724 |

      Qualificata alle semifinali.

### Fase finale
|  | Semifinali | Semifinali | Semifinali |                 |    | Finale  | Finale  | Finale |
|  |            |            |            |                 |    |         |         |        |
|  | 1I         | Francia    | 3          |                 |    |         |         |        |
|  | 1I         | Francia    | 3          |                 |    |         |         |        |
|  | 2II        | Turchia    | 2          |                 |    |         |         |        |
|  | 2II        | Turchia    | 2          |                 | 1I | Francia | 1       |        |
|  |            |            |            |                 | 1I | Francia | 1       |        |
|  |            |            |            |                 |    | 2I      | Italia  | 3      |
|  | 1II        | Polonia    | 2          |                 |    | 2I      | Italia  | 3      |
|  | 1II        | Polonia    | 2          |                 |    |         |         |        |
|  | 2I         | Italia     | 3          |                 |    |         |         |        |
|  | 2I         | Italia     | 3          | Finale 3° posto |    |         |         |        |
|  |            |            |            |                 |    |         |         |        |
|  |            |            |            |                 |    | 1II     | Polonia | 3      |
|  |            |            |            |                 |    | 1II     | Polonia | 3      |
|  |            |            |            |                 |    | 2II     | Turchia | 1      |

#### Semifinali
| 16 luglio 2022 Arena Jaskółka, Tarnów Durata: 1h:58 - Spettatori: ? | Francia | 3 - 2 | Turchia | 25-23, 22-25, 12-25, 25-23, 15-13 |
| 16 luglio 2022 Arena Jaskółka, Tarnów Durata: 1h:58 - Spettatori: ? | Italia  | 3 - 2 | Polonia | 15-25, 25-21, 19-25, 25-16, 15-13 |

#### Finale 3º posto
| 17 luglio 2022 Arena Jaskółka, Tarnów Durata: 1h:44 - Spettatori: ? | Turchia | 1 - 3 | Polonia | 17-25, 25-20, 24-26, 23-25 |

#### Finale
| 17 luglio 2022 Arena Jaskółka, Tarnów Durata: 1h:48 - Spettatori: ? | Francia | 1 - 3 | Italia | 26-24, 23-25, 22-25, 21-25 |

## Classifica finale
| Pos     | Squadra     | Rosa |
| ------- | ----------- | --- |
| Oro     | Italia      | Formazione: 1 Catania, 2 Ferrato, 3 Gottardo, 4 Crosato, 5 Compagnoni, 6 Comparoni, 8 Pol, 11 Schiro, 13 Meschiari, 14 Magalini, 15 Rinaldi, 18 Cianciotta, 19 Mellano, 20 Porro, CT: Fanizza                   |
| Argento | Francia     | Formazione: 1 Motta Paes, 2 Henno, 3 Coulet, 4 Canovas, 5 Loubeyre, 6 Lawani, 7 Michel, 8 Lefaivre, 10 Bouchez, 11 Pothron, 15 Léon, 18 Nack-Minyem, 20 Louis-Marie, 23 Gempin, CT: Sapinart                    |
| Bronzo  | Polonia     | Formazione: 1 Pruszkowski, 2 Sławiński, 3 Szlęzak, 4 Kraut, 5 Gomułka, 6 Lipiński, 8 Pawlun, 10 Gierżot, 12 Jankowski, 13 Markiewicz, 18 Nowowsiak, 19 Dulski, 21 Kwasigroch, 22 Urbanowicz, CT: Pliński        |
| 4.      | Turchia     | Formazione: 1 Gürbüz, 4 Uzun, 5 Kirkit, 6 Bostan, 7 Tümer, 10 Yurdagül, 11 Lagumdžija, 12 Erden, 13 Kurtuluş, 15 Avcıl, 16 Günaydi, 18 Kır, 19 Akkuş, 20 Bayram, CT: Matmeriçli                                 |
| 5.      | Paesi Bassi | Formazione: 1 Van Muijden, 2 Bak, 3 Martherus, 4 Meijs, 5 Brilhuis, 6 Macnack, 7 Wijkstra, 8 Hoge Bavel, 9 Van Dijk, 10 Lipke, 11 Hofhuis, 12 De Jong, 14 Boekhoudt, 16 Boer, CT: Taaij                         |
| 5.      | Serbia      | Formazione: 1 Polomac, 2 Kozić, 3 Bekrić, 8 Cvetković, 9 Mašulović, 10 Nikolić, 11 Mijajlović, 12 Bojović, 13 Milenković, 15 Mišković, 17 Stević, 19 Stanojević, 20 Vukadinović, 22 Ćulibrk, CT: Žakić          |
| 7.      | Austria     | Formazione: 1 K. Nusterer, 2 Zehner, 3 Müller, 6 Bruchmann, 7 Krassnig, 9 Alagic, 10 Hensel, 11 L. Glatz, 12 Mülleder, 13 S. Sablatnig, 14 Czerwiński, 17 B. Sablatnig, 19 M. Glatz, 22 P. Nusterer, CT: Hirczy |
| 7.      | Montenegro  | Formazione: 2 Kosović, 3 Krivokapić, 4 Milenković, 5 Peruničić, 7 Miljanić, 9 Rovčanin, 10 Cimbaljević, 11 Perunović, 13 Femić, 14 Ćinćur, 15 Jovović, 17 Đurović, 18 Cimbaljević, CT: Radulović                |

## Premi individuali
| Premio                | Nome                | Squadra |
| --------------------- | ------------------- | ------- |
| MVP                   | Paolo Porro         | Italia  |
| Miglior palleggiatore | Kellian Motta Paes  | Francia |
| Miglior opposto       | Ibrahim Lawani      | Francia |
| Miglior schiacciatore | Tommaso Rinaldi     | Italia  |
| Miglior schiacciatore | Michał Gierżot      | Polonia |
| Miglior centrale      | Francesco Comparoni | Italia  |
| Miglior centrale      | Karol Urbanowicz    | Polonia |
| Miglior libero        | Thibault Loubeyre   | Francia |

## Statistiche
| Rendimento individuale | Rendimento individuale | Rendimento individuale | Rendimento individuale |
| Pos.                   | Nome                   | Punti                  | Squadra                |
| ---------------------- | ---------------------- | ---------------------- | ---------------------- |
| 1                      | Ibrahim Lawani         | 94                     | Francia                |
| 2                      | Dawid Dulski           | 90                     | Polonia                |
| 3                      | Kaan Gürbüz            | 83                     | Turchia                |
| 4                      | Mirza Lagumdžija       | 80                     | Turchia                |
| 5                      | Giulio Magalini        | 76                     | Italia                 |

| Attacchi vincenti | Attacchi vincenti | Attacchi vincenti | Attacchi vincenti |
| Pos.              | Nome              | Punti             | Squadra           |
| ----------------- | ----------------- | ----------------- | ----------------- |
| 1                 | Dawid Dulski      | 81                | Polonia           |
| 2                 | Ibrahim Lawani    | 75                | Francia           |
| 3                 | Mirza Lagumdžija  | 73                | Turchia           |
| 4                 | Giulio Magalini   | 68                | Italia            |
| 5                 | Kaan Gürbüz       | 64                | Turchia           |

| Muri vincenti | Muri vincenti       | Muri vincenti | Muri vincenti |
| Pos.          | Nome                | Punti         | Squadra       |
| ------------- | ------------------- | ------------- | ------------- |
| 1             | Francesco Comparoni | 16            | Italia        |
| 2             | Karol Urbanowicz    | 15            | Polonia       |
| 3             | Ahmet Tümer         | 13            | Turchia       |
| 4             | Halit Kurtuluş      | 9             | Turchia       |
| 5             | Lohan Nack-Minyem   | 9             | Francia       |

| Battute vincenti | Battute vincenti | Battute vincenti | Battute vincenti |
| Pos.             | Nome             | Punti            | Squadra          |
| ---------------- | ---------------- | ---------------- | ---------------- |
| 1                | Kaan Gürbüz      | 11               | Turchia          |
| 2                | Ibrahim Lawani   | 11               | Francia          |
| 3                | Karol Urbanowicz | 10               | Polonia          |
| 4                | Ahmet Tümer      | 8                | Turchia          |
| 5                | Michał Gierżot   | 7                | Polonia          |